# Громада (телесеріал)
«Громада» — український ситком у жанрі мок'юментарі, що виходив на телеканалі «НЛО TV» у 2019—2021 роках. Проєкт серіалу авторства Сергія Кулибишева і Влада Байдуна переміг у конкурсі соціально вагомого контенту «Pitch UA».
Серіал розповідає про громадську активістку Алісу, яка після навчання у Великобританії повертається у рідне українське містечко Ґонта з європейським грантом на будівництво молодіжного культурного центру. У серіалі через гумор піднімалися важливі теми: булінг у школах, мізогинія, питання вакцинації, практична психологія, складні сімейні відносини, «лайфкоучинг» як явище, проблема відношення до переселенців, стереотипне мислення, подвійні стандарти, жертовність тощо.
Перший сезон виходив на телеканалі «НЛО TV» з 11 листопада 2019 по 29 листопада 2019. Другий сезон вийшов на телеканалі «НЛО TV» 8 лютого 2021.

## Сюжет
Аліса повертається у рідну Ґонту з грантом у розмірі 10 мільйонів євро на будівництво молодіжного культурного центру. За умовами гранту вона має зібрати ініціативну групу з громадських активістів та чиновників міськради. Групу зібрати легко, та зробити з них справжню команду - та ще задачка, адже кожен має власні цілі, під час протилежні. Але завзяття і щирість Аліси крок за кроком надихають і створюють з окремих особистостей справжню громаду. Проте на шляху до створення молодіжного центру ще треба багато чого зробити.

## Огляд сезонів
| Сезон | Сезон | Епізоди | Оригінальні покази | Оригінальні покази |
| Сезон | Сезон | Епізоди | Прем'єра           | Фінал              |
| ----- | ----- | ------- | ------------------ | ------------------ |
|       | 1     | 30      | 11 листопада 2019  | 29 листопада 2019  |
|       | 2     | 30      | 8 лютого 2021      | 26 лютого 2021     |

## У ролях
- Аліса — Юлія Шугар
- Тарас — Павло Тупіков
- Назар — Артур Логай (лише перший сезон)
- Макс — Антон Соловей (лише перший сезон)
- Валентина — Тетяна Юрікова
- Голова — Володимир Пітеров
- Ігор — Владислава Гаркуша
- Павло — Кирилл Ганін
- Богдан — Богдан Шелудяк (лише другий сезон)
- Слідак — Дмитро Олійник (лише другий сезон)
- Дарина — Анжеліка Магдіяр (лише другий сезон)
- Кіт Оскар;- Кіт Оскар

## Виробництво
Серіал написаний і знятий Сергієм Кулибишевим і Владом Байдуном для студії «Куниця продакшн» на замовлення телеканалу «НЛО TV».
Проєкт серіалу взяв участь і став одним із 7 переможців (з 200 учасників) у конкурсі соціально вагомого контенту «Pitch UA», що тривав з 18 березня до 17 червня 2019 року і був організований за фінансової підтримки Агентства США з міжнародного розвитку (USAID). Команда проєкту планувала випустити 30 епізодів по 24 хвилини із прем’єрою у листопаді 2019 року на каналі «НЛО TV». Під час консультацій експерти конкурсу порадили авторам додати до серіалу драматичної напруги. За словами директора НЛО TV Івана Букрєєва сценарій серіалу не задумувався під пітчинг на конкурсі, але через близькість ідеї цілям USAID, канал вирішив подати серіал на конкурс і зрештою переміг. За умовами конкурсу учасники отримували до 60% фінансування бюджету своїх проєктів та експертний супровід від USAID на всіх етапах їх розробки й виробництва.
Зйомки серіалу розпочалися у червні 2019 року.